# 陳匡榮
陳匡榮（英語：Davy Chan，1971年3月13日—2023年8月6日），綽號「大飛」，已故香港男音樂製作人、LMF結他手、監製。

## 音樂作品
按歌曲發表年份排列（括號內為該年發表作品的總數）

### 1991年（1首）
- Anodize 《SEARCHIN' FOR YOUR LIFE》（詞）

### 1994年（2首）
| - Anodize 《少了…》（曲） | - Anodize 《醉·飛》（曲） |

### 1995年（2首）
| - Anodize 《俯身》（曲） | - Anodize 《亞龍大》（曲） |

### 1997年（3首）
| - Anodize 《後路》（曲） - Anodize 《男與女》（曲） | - 鄭秀文《我們的主題曲》（編） |

### 1998年（1首）
- 陳慧琳 《薄情書》（編）

### 1999年（7首）
| - Anodize 《跳舞》（曲） - 林憶蓮 《至少還有你》（曲） - 鄭中基 《基哥基哥》（曲、編、監） - 鄭中基 《東京出沒》（曲、編、監） | - 鄭伊健 《Together》（曲、監） - 謝霆鋒 《估計錯誤》（編） - 蘇永康、LMF 《詐唔知》（曲、編） |

### 2000年（11首）
| - 王傑 《失敗者》（編） - 張國榮 《午後紅茶》（曲） - 陳慧琳 《我們都愛你》（曲） - 陳慧琳 《一早想愛你》（曲） - 陳慧琳 《最後一眼》（曲、編） - 鄭伊健 《老友萬歲》（曲、編） | - 鄭秀文《Stay With Me》（編） - 盧巧音 《事後》（編、監） - 盧巧音 《說夢》（曲、編、監） - 謝霆鋒 《罪人》（編） - 謝霆鋒 《因為愛所以愛》（編） |

### 2001年（5首）
| - 林海峰、楊千嬅 《飽滿愛》（曲、編） - 張學友 《如果這都不算愛》（編） | - 黃貫中 《無得比》（編） - 黃貫中 《香港一定得》（編） - 鄭秀文、LMF 《愛是…》（曲、編、監） |

### 2002年（2首）
| - LMF 《YYYY》（曲、詞） | - LMF 《債》（曲、詞） |

### 2003年（7首）
| - 何超 《任你》（曲、編、監） - 何超 《跳舞》（曲、監） - 何超 《無慘繪》（曲、監） - 何超 《War is you》（曲、編、監） | - 何超 《假的戀愛》（編、監） - 何超 《窩廢囊》（監） - 張國榮 《隨心》（曲） |

### 2006年（9首）
| - 何超 《無知婦孺》（曲） - 何超 《雨果》（曲、編） - 陳奕迅 《裙下之臣》（監） - 陳奕迅 《不如不見》（監） - 陳奕迅 《心深傷透》（曲、詞、監） | - 陳奕迅 《解藥》（編、監） - 陳奕迅 《天公地道》（編、監） - 陳奕迅 《粵語殘片》（監） - 鄭融 《一分鐘漂亮》（曲、編、監） |

### 2007年（14首）
| - 陳奕迅 《淘汰》（監） - 陳奕迅 《煙味》（監） - 陳奕迅 《快樂男生》（監） - 陳奕迅 《好久不見》（監） - 陳奕迅 《愛是一本書》（曲、編、監） - 陳奕迅 《白色球鞋》（監） - 陳奕迅 《Crying in the Party》（監） | - 陳奕迅 《演唱會》（監） - 陳奕迅 《瑪利奧派對》（監） - 陳奕迅 《熱島小夜曲》（監） - 陳奕迅 《閃》（曲、編、監） - 陳奕迅 《滑鐵盧車站》（監） - 陳奕迅 《狂熱革命》（曲、編、監） - 陳奕迅 《乜嘢啫》（監） |

### 2008年（7首）
| - 吳雨霏 《Lady K》（編、監） - 吳雨霏 《麗池舞會》（曲、編、監） - 吳雨霏 《思想、態度》（曲、編、監） - 吳雨霏 《貪新棄舊》（監） | - 何超 《浪裏汗》（編） - 麥浚龍 《我們的末日》（曲） - 麥浚龍 《靈魂從沒有秘密》（曲） |

### 2009年（17首）
| - Mr. 《搖擺》（監） - Mr. 《如果我是陳奕迅》（監） - Mr. 《森林》（監） - Mr. 《感動》（監） - Mr. 《尋找一千遍》（監） - Mr. 《黑色狂迷》（監） - 陳柏宇 《人外有人》（曲、監） - 陳柏宇 《最後的擁抱》（編、監） | - 陳奕迅 《Allegro, Opus 3.3 a.m.》（監） - 陳奕迅 《還有什麼可以送給你》（曲、監） - 陳奕迅 《於心有愧》（監） - 陳奕迅 《今天只做一件事》（監） - 陳奕迅 《一個旅人》（監） - 陳奕迅 《七百年後》（監） - 陳奕迅 《太陽照常升起》（監） - 陳奕迅 《不來也不去》（監） - 陳奕迅 《沙龍》（編、監） |

### 2010年（11首）
| - HotCha 《大場面》（曲、監） - HotCha 《屈尾十》（曲、監） - HotCha 《冰封》（曲、監） - LMF 《數治時代》（曲、詞、編、監） - Mr. 《最重要》（監） - Mr. 《Tonight Tonight》（監） | - 吳雨霏 《謝絕接近》（監） - 吳雨霏 《耳王十四一心》（監） - 吳雨霏 《鬆踭的藝術》（監） - 吳雨霏 《絕配》（監） - 陳柏宇 《別怕失去》（曲、監） |

### 2011年（8首）
| - HotCha 《素顏假期》（監） - Mr. 《零時起哄》（監） - Mr. 《兩大無猜》（監） - Mr. 《那年這天》（監） | - Mr. 《小傳奇》（監） - Mr. 《人一世物一世》（監） - 何超與海膽仔 《破蟄》（監） - 周華健 《花旦傳奇》（曲） |

### 2012年（9首）
| - Choco 《Everybody Listen To Me!》（監） - Choco 《衝! 衝! 衝!》（監） - Choco 《Follow Me!》（監） - Choco 《Babe I Love You!》（監） - Choco 《My Way!》（監） | - HotCha 《門內》（曲、監） - HotCha 《門外》（曲、監） - Mr. 《方向感》（監） - 容祖兒、林欣彤 《追風箏的風箏》（曲） |

### 2013年（4首）
| - Choco 《低頭家族》（監） - 何超與海膽仔 《80's再玩》（監） | - 梁漢文 《Di Ga Day》（Mix） - 羅力威 《我可以》（監） |

### 2014年（3首）
| - Choco 《耳機內的知己》（監） | - 鍾偉強 《三分鐘》（監） - 鍾偉強 《搖滾周伯通》（監） |

### 2015年（5首）
| - Mr. 《邊城》（監） - Mr. 《愛你》（監） - Mr. 《一句》（監） | - 鍾偉強 《朦朧夜雨裡》（監） - 鍾偉強 《Why Why Why》（監） |

### 2017年（9首）
| - Mr. 《從前說》（監） - Mr. 《長路》（監） - Mr. 《只好再見》（監） - Mr. 《中伏》（監） | - Mr. 《今天怎麼了》（監） - Mr. 《新平衡》（監） - Mr. 《還原成長》（監） - Mr. 《致未來的我》（監） - 秋紅 《跪低》（監） |

### 2018年（1首）
- 何超與海膽仔 《搏擊會》（監）

### 2019年（3首）
| - LMF 《二零一九》（曲、編、監） | - 何超與海膽仔 《嘈高》（曲、編、監） - eli 《下場》（曲、監） - eli 《債》改編LMF（監） |

### 2021年（1首）
- eli 《Remember》（監）

### 2023年（3首）
| - eli 《人格面具》（監） - eli 《歿》（監） | - 鄭秀文 feat. 好青年荼毒室 《愛是… 2.0》（曲） |

### 2024年（1首）
| - Josie & the Uni Boys 《沒完沒了的完美》（曲、監） |